# 東京ホースレーシング
株式会社東京ホースレーシング（とうきょうホースレーシング／Tokyo Horse Racing Co. Ltd.）は、日本中央競馬会に馬主登録をしているクラブ法人である。愛馬会法人「株式会社東京サラブレッドクラブ」より匿名組合契約に基づく競走馬の現物出資を受けて、中央競馬などの競走に出走させている。略称は『東サラ』。
勝負服の柄は赤、白星散、袖白一本輪、冠名は服色に由来する「レッド」（2018年産以降は牡馬のみ）、「ルージュ」（2018年産以降の牝馬）を用いる。前身は「株式会社ユーワライディング（Yuwa Riding、旧称・友和競走馬株式会社→株式会社ユーワ）」（愛馬会法人「株式会社ユーワホースクラブ」）。

## 歴史
- 1987年 - ユーワジェームスがニュージーランドトロフィー4歳ステークスを制し重賞初制覇。
- 2006年 - 経営体制の変更に伴い創業者野沢直哉（父は作家の陸直次郎、娘はタレントの野沢直子、実弟は声優の野沢那智）の手から離れ、法人名、勝負服（水色、赤十字襷、黄袖赤一本輪）、冠名（「ユーワ」[注 1]）が現在のものへと変更される。
- 2009年 - レッドディザイアが秋華賞でGI初制覇。
- 2010年 - レッドディザイアがマクトゥームチャレンジラウンド3（UAE）で国外重賞初制覇。

## 主な所有馬

### 現役馬
太字はGI級競走を示す
- レッドモンレーヴ - 2023年京王杯スプリングカップ[1]

### 引退馬
- ユーワジェームス - 1987年ニュージーランドトロフィー4歳ステークス
- ユーワフォルテ - 1990年新潟大賞典
- ユーワビーム - 1993年カブトヤマ記念
- ユーワファルコン - 2000年中日スポーツ賞4歳ステークス
- レッドディザイア - 2009年秋華賞、2010年マクトゥームチャレンジラウンド3（UAE）
- ロールオブザダイス - 2010年平安ステークス
- イタリアンレッド - 2011年七夕賞、小倉記念、府中牝馬ステークス
- レッドクラウディア - 2012年クイーン賞
- レッドスパーダ - 2010年東京新聞杯、2013年関屋記念、2014年京王杯スプリングカップ
- レッドキングダム - 2014年中山大障害
- レッドデイヴィス - 2011年シンザン記念、毎日杯、鳴尾記念[2]
- レッドアルヴィス - 2014年ユニコーンステークス[3]
- レッドリヴェール - 2013年阪神ジュベナイルフィリーズ、札幌2歳ステークス[4]
- レッドアリオン - 2015年マイラーズカップ[5]、関屋記念[6]
- レッドファルクス - 2016年CBC賞[7]、スプリンターズステークス[8]、2017年京王杯スプリングカップ[9]、スプリンターズステークス[10]
- レッドベルジュール - 2019年デイリー杯2歳ステークス
- レッドアネモス - 2020年クイーンステークス
- レッドアンシェル - 2019年CBC賞、2020年北九州記念
- レッドガラン - 2022年中山金杯、新潟大賞典[11]
- レッドジェニアル - 2019年京都新聞杯
- レッドルゼル - 2021年根岸ステークス、JBCスプリント、2022年東京盃
- レッドジェネシス - 2021年京都新聞杯
- レッドベルオーブ - 2020年デイリー杯2歳ステークス
- レッドラディエンス - 2024年七夕賞

## 東京サラブレッドクラブ（愛馬会法人）
代表は葦澤夏樹。
募集馬は社台ファーム、ノーザンファーム、下河辺牧場生産馬が多い。